# GALA (hudební skupina)
GALA (v čínštině též známá jako GALA乐队), je čínská popová a indierocková hudební skupina. Byla založena 2. ledna 2004 v Pekingu.

## Historie
Skupina byla založena 2. ledna 2004 v Pekingu. V březnu 2004 kapela vydala své debutové album "Young For You", které následně získalo ocenění China Rock Midi Awards. V roce 2012 za své album "Dream Chaser" získala ocenění nejlepší rockové album roku. a za singl "The Year" obrdžela ocenění nejlepší rockový singl roku. Na Chinese Golden Melody Awards získala titul nejlepší kapela roku. V lednu 2014 skupina podepsala smlouvu s hudebním vydavatelstvím Sony Music Entertainment, kde vydala singl "New Life". Kapela texty skládá v mandarínské standardní čínštině a v angličtině.
Největším hitem skupiny je skladba "Dream Chaser" známá též jako "Chasing Dreams With a Pure Heart" (čínsky 追夢赤子心 pchin-jin: zhuī mèng chì zǐ xīn). Složil ji v roce 2011 frontman kapely Su Duo. V roce 2017 se stala titulní skladbou čínského válečného filmu Sky Hunter. Na svých oficiálních akcích skladbu také převzala Komunistická liga mládeže Číny. Čínská ústřední televize skladbu označila za hit desetiletí.

## Diskografie

### Alba
- Young For You (2004)
- GALA Young For You 2004–2008 (2008)
- Dream Chaser (2011)

### Populární singly
- "New Life" (2017)
- "You Are a Dream" (2015)
- "Point Peas" (2014)
- "Conquer the Pacific" (2014)
- "I Can Never Lose You" (2014)
- "Pirate" (2014)
- "Forgotten Names" (2014)
- "Turn Hatred Into Love Forever" (úvodní píseň k online hře "Zhan Xian") (2014)
- "Snow White and Translucent" (2014)
- "Friends Are Hard to Find" (2012)
- "Dream Chaser" (2011)
- "Debut for Four Years" (2011)
- "Pilot Song" (2010)
- "Marine Park" (2010)